# Trdnjava Amsterdam, Curaçao
Trdnjava Amsterdam je utrdba v mestu Willemstad na Curaçau. Leta 1634 jo je zgradila Nizozemska zahodnoindijska družba (WIC) in ni služil le kot vojaška utrdba, ampak tudi kot sedež WIC. Trenutno služi kot sedež vlade in guvernerja Curaçaa. Utrdba je dobila ime po amsterdamski zbornici WIC in je veljala za glavno izmed osmih utrdb na otoku.

## Zgodovina

### Konstrukcija, načrtovanje in uporaba
V tridesetih letih 16. stoletja je Nizozemska zahodnoindijska družba iskala novo postojanko na Karibih. Podjetje se je osredotočilo na Curaçao, ki je bil takrat španska posest. Leta 1634 se je nizozemski admiral Johannes van Walbeeck skupaj z 200 vojaki izkrcal na otoku in se boril proti 32 španskim vojakom, ki so se 21. avgusta 1634 po treh tednih upiranja predali.
Van Walbeeck je ukazal zgraditi utrdbo ob ustju Zaliva Sveta Ana. Nizozemski vojaki in sužnji iz Angole so zgradili utrdbo, ki je od samega začetka postala sedež WIC. Razmere v utrdbi pa so bile zaradi pomanjkanja pitne vode in hrane slabe. Vojaki so skoraj sprožili upor, ki so ga zvišanje plač in izboljšani obroki zadušili. Leta 1635 ali 1636 je bila gradnja utrdbe končana. Večina prebivalstva je nato odšla živet v utrdbo, mesto Willemstad pa je sčasoma zraslo zunaj nje.
Utrdba je bila zasnovana s tri metre širokimi zidovi in petimi bastioni, vendar so bili zgrajeni le štirje. Utrdba je imela topove, ki so bili nameščeni predvsem proti morju.
Leta 1804 je britanski pomorski kapitan po imenu John Bligh iz HMS Theseus je v cerkev izstrelil topovsko kroglo. Bligh je vodil majhno eskadriljo, ki je februarja 1804 zavzela utrdbo. Krogla je še vedno vzidana v jugozahodni zid trdnjanske cerkve. 

### Roparski pohod
8. junija 1929 je venezuelski upornik Rafael Simón Urbina z 250 vojaki zavzel utrdbo. Venezuelci so plenili orožje, strelivo in otoško zakladnico. Uspelo jim je ujeti tudi guvernerja otoka Leonarda Alberta Fruytiera, in ga z ukradeno ameriško ladjo Maracaibo odpeljati v Venezuelo. Po napadu se je nizozemska vlada odločila, da bo na otoku trajno namestila marince in ladje.

## Trenutna uporaba
Utrdba je trenutno del Unescove svetovne dediščine zgodovinskega območja Willemstada, notranjega mesta in pristanišča, Curaçao.  Pisarne vlade in guvernerja Curaçaa se nahajajo v utrdbi. V trdnjavski cerkvi se nahajajo tudi nekateri vladni uradi in muzej protestantske skupnosti.
- Cerkev
- Notranjost guvernerjevih stanovanj, 1954,Nizozemska agencija za kulturno dediščino
- Notranjost guvernerjevih stanovanj, 1954,Nizozemska agencija za kulturno dediščino
- Trdnjavska cerkev.
- Notranjost cerkve v trdnjavi leta 1954.Nizozemska agencija za kulturno dediščino